# Pulchrascaris
Pulchrascaris ist eine Gattung der Spulwürmer mit vier Arten. Sie sind Parasiten im Magen von Haien.

## Merkmale
Pulchrascaris sind Anisakiden, die der Gattung Terranova ähneln. Unterscheidungsmerkmale sind die Zähnchen an der Innenseite der beiden seitlich-unteren Lippen, der drüsenhaltige Ventriculus und die chitinösen Anhänge hinter dem Anus bei Männchen.

## Systematik
Hodda (2022) ordnet die Gattung in die Tribus Anisakini, Untertribus Anisakinii ein. Die Gattung enthält folgende Arten:
- Pulchrascaris australis Shamsi, Barton & Zhu, 2020
- Pulchrascaris caballeroi Vicente & dos Santos, 1972
- Pulchrascaris chiloscyllii Johnston & Mawson, 1951
- Pulchrascaris secunda Chandler, 1935